# Monte S. Salvatore, Monte Catarineci, Vallone Mandarini, ambienti umidi
Monte S. Salvatore, Monte Catarineci, Vallone Mandarini, ambienti umidi este o arie protejată (arie specială de conservare — SAC, sit de importanță comunitară — SCI) din Italia întinsă pe o suprafață de 5.815 ha, integral pe uscat.

## Localizare
Centrul sitului Monte S. Salvatore, Monte Catarineci, Vallone Mandarini, ambienti umidi este situat la coordonatele 37°50′51″N 14°04′17″E / 37.8475°N 14.071389°E.

## Înființare
Situl Monte S. Salvatore, Monte Catarineci, Vallone Mandarini, ambienti umidi a fost declarat sit de importanță comunitară în septembrie 1995 pentru a proteja 3 specii de plante și 24 de specii de animale. Situl a fost protejat și ca arie specială de conservare în decembrie 2015.

## Biodiversitate
Situată în ecoregiunea mediteraneană, aria protejată conține 17 habitate naturale: Păduri de Ilex aquifolium, Liziere de ierburi înalte hidrofile de câmpie și de nivel montan până la alpin, Pajiști umede mediteraneene cu ierburi înalte de Molinio-Holoschoenion, Păduri de fag din Apenini cu Abies alba și păduri de fag cu Abies nebrodensis, Tufărișuri termo-mediteraneene și de pre-deșert, Pseudostepă cu ierburi și specii anuale de Thero-Brachypodietea, Grohotișuri termofile și vest-mediteraneene, Păduri de Quercus ilex și Quercus rotundifolia, Mlaștini turboase de tranziție și turbării mișcătoare, Galerii de Salix alba și de Populus alba, Păduri de fag din Apenini cu Taxus și Ilex, Lande oro-mediteraneene cu formațiuni endemice de grozamă, Păduri panonice-balcanice de stejar turcesc - stejar sesil, Pante stâncoase calcaroase cu vegetație casmofită, Păduri de stejar alb estice, Lacuri eutrofice naturale cu vegetație de tip Magnopotamion sau Hydrocharition, Fânețe de joasă altitudine (Alopecurus pratensis, Sanguisorba officinalis).
La baza desemnării sitului se află mai multe specii protejate:
- plante (3): Abies nebrodensis, Leontodon siculus, Stipa austroitalica
- păsări (22): ciocârlie-de-câmp (Alauda arvensis), Alectoris graeca whitakeri, fâsă-de-câmp (Anthus campestris), Apus pallidus, acvilă de munte (Aquila chrysaetos), Aquila fasciata, pasărea ogorului (Burhinus oedicnemus), caprimulg (Caprimulgus europaeus), cuc (Cuculus canorus), Falco biarmicus, șoim călător (Falco peregrinus), șoimul rândunelelor (Falco subbuteo), muscar negru (Ficedula hypoleuca), vulturul pleșuv sur (Gyps fulvus), capîntortură (Jynx torquilla), sfrâncioc cu cap roșu (Lanius senator), ciocârlie de pădure (Lullula arborea), mierlă de piatră (Monticola saxatilis), Pyrrhocorax pyrrhocorax, sitar de pădure (Scolopax rusticola), turturică (Streptopelia turtur), sturz (Turdus pilaris)
- reptile (2): Emys trinacris, țestoasă bănățeană (Testudo hermanni)

Pe lângă speciile protejate, pe teritoriul sitului au mai fost identificate 143 de specii de plante, 1 specie de păsări, 2 specii de amfibieni, 18 specii de nevertebrate, 3 specii de pești, 3 specii de reptile.